# Amuleto

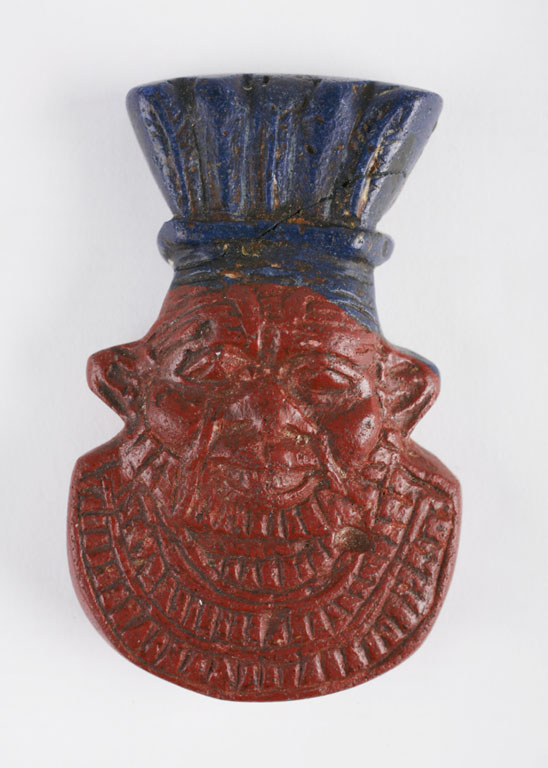
Un antiguo amuleto egipcio de los Enanos de dios Bes en la colección permanente del Museo de los Niños de Indianápolis.

Un amuleto (del latín amuletum; recogido por primera vez en Naturalis Historia de Plinio el Viejo, significando "un objeto que protege a una persona frente a un problema") guarda cierta relación con un talismán (del árabe طلاسم tilasm y en griego telesma o "telein" que significa "iniciar a alguien en el misterio"). Consiste en cualquier objeto portátil al que supersticiosamente se le atribuye alguna virtud sobrenatural: atraer la buena suerte o asegurar la protección de su dueño (efecto apotropaico). Los amuletos suelen ser: gemas o piedras, estatuas, monedas, dibujos, colgantes, anillos, plantas, animales, etc., incluso oraciones utilizadas en momentos concretos, como vade retro satana, para repeler al diablo o a la mala suerte.

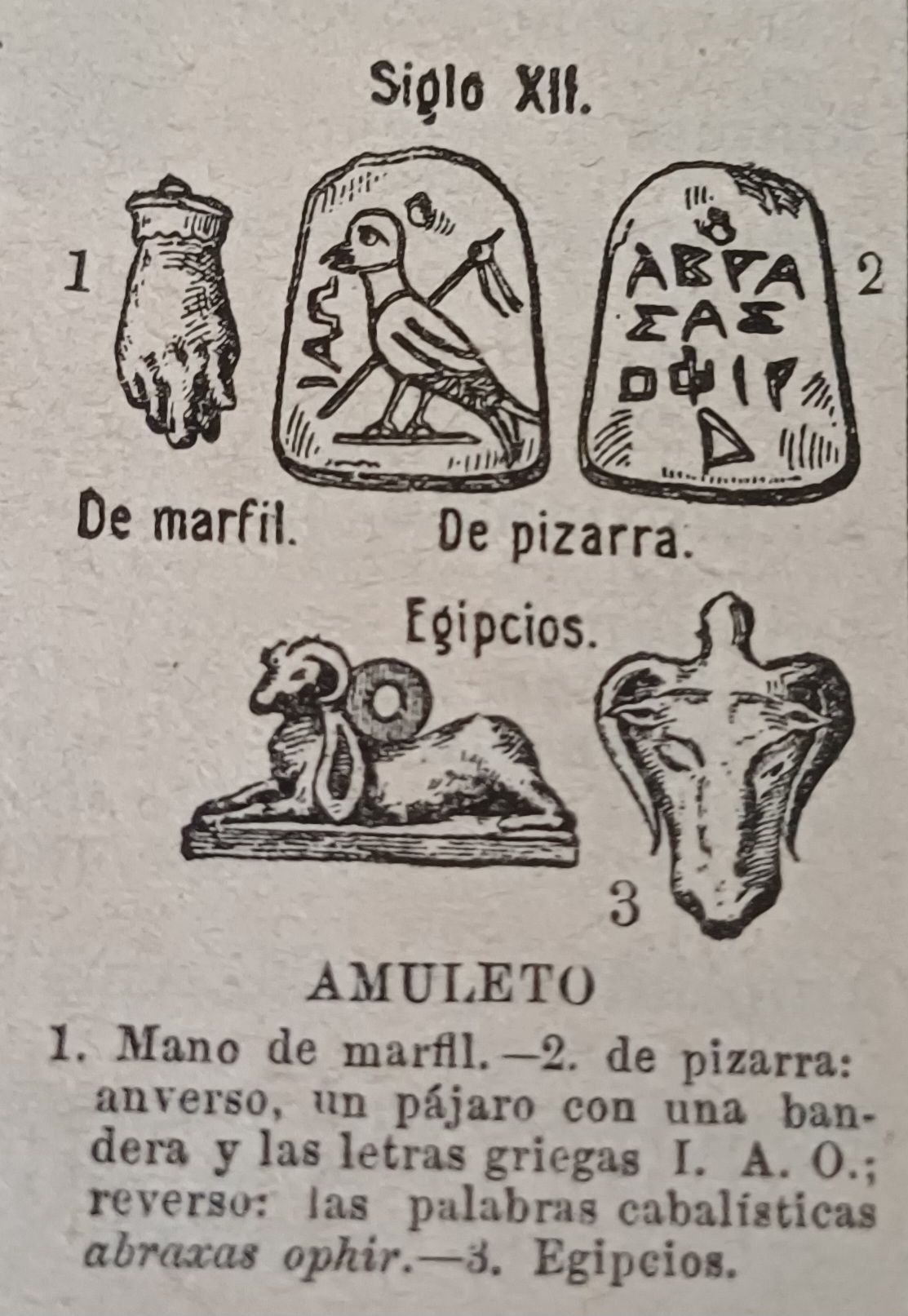
Grabado con la imagen de varios amuletos, en el Diccionario manual enciclopédico ilustrado, de Manuel Rodríguez-Navas y Carrasco, editado por Saturnino Calleja en 1909.

Los amuletos son algunos de los objetos más antiguos de la humanidad, ya que el ser humano vio en ellos la forma para escapar de los males que lo aquejaban, fuesen físicos, morales o espirituales. Los primeros amuletos eran objetos naturales, tales como piedras, maderas talladas o cristales naturales, que eran apreciados por su forma, color o rareza. Más tarde se optó por poseer objetos de uso cotidiano que por haber sido propiedad de alguien o haber sido parte de un suceso, se guardaban por presuponer que tendrían cierto poder. En la actualidad existen multitud de amuletos, tanto comerciales como personales, ya que cada persona valora el objeto de manera subjetiva y alcanzan diferente importancia. La persona que lleva el amuleto, por su creencia y fe en este, puede o no desear revelar este hecho a otras personas y compartir su apego.

## Los amuletos en las religiones abrahámicas
Desde la Edad Media en Occidente los pentagramas han sido considerados amuletos para atraer el dinero, el amor, etc.; y para protegerse contra la envidia, la desgracia y otra desdichas. Otros símbolos, tales como los cuadrados mágicos, las firmas angelicales y los símbolos cabalísticos se han empleado con distintos fines, tanto bondadosos como malévolos.
Los amuletos son abundantes en la tradición judía, los amuletos de la era de Salomón que existen en muchos museos son ejemplo de ellos. Debido a la proscripción de ídolos, los amuletos judíos conceden mayor importancia al texto y los nombres. 
El talit judío, mantón de rezo con las esquinas franjadas y unas borlas anudadas en cada esquina, es quizás uno de los más antiguos y más comunes objetos talismánicos del mundo. Se convirtió en un perpetuo recordatorio para el dueño de la prenda de que debía mantenerse dentro de los límites de la decencia, la moral y la ética y jamás olvidar la ley de Dios. 
En antigüedad y la Edad Media, la mayoría de los judíos, de los cristianos y de los musulmanes en Oriente creyeron en el poder protector y curativo de amuletos y de talismanes. Los talismanes usados por ellos se pueden encuadrar en tres categorías principales. La primera comprende los que se llevan puestos en el cuerpo. La segunda aquellos que se cuelgan o se colocan sobre la cama de una persona enfermiza. Por último, los talismanes con cualidades medicinales. 
Hay también pruebas que los judíos, los cristianos, y los musulmanes utilizaron sus libros sagrados a modo de talismán en situaciones de vida o muerte.
Las autoridades cristianas han mantenido siempre cierta distancia con los amuletos y otros talismanes. Sin embargo, el uso legítimo de sacramentales, mientras uno tenga la disposición apropiada, se corresponde con la imagen del cristianismo tradicional. Por ejemplo, el crucifijo ha sido considerado a lo largo de la historia como una potente arma contra los demonios y los malos espíritus. Al igual que actualmente algunos cristianos colocan en los retrovisores de sus vehículos rosarios o imágenes de San Cristóbal como una manera de propiciar la protección de los viajeros durante el trayecto.
Algunos sacramentales católicos han recibido la aprobación papal. Por ejemplo, los sacramentales basados en Vade retro satana se han utilizado desde 1742 cuando la fórmula recibió la aprobación de papa Benedicto XIV y más adelante formaron parte del ritual católico.
Un amuleto poco conocido pero bien asentado en la tradición judía es el kimiyah o “texto del ángel”. Esto consiste en nombres de ángeles o pasajes de la Torá escritos en los cuadrados del pergamino por los escribanos rabínicos. El pergamino después se coloca en un recipiente de plata adornado y se lleva en algún lugar del cuerpo. Los musulmanes también llevan tales amuletos, llamados Ta'wiz, con el texto elegido del Corán. El texto se elige generalmente dependiendo de la situación para la cual se diseña el amuleto. Sin embargo, el uso de amuletos y de otros talismanes se considera supersticioso entre los musulmanes más radicales.